# Académica do Porto Novo
El Académica do Porto Novo es un equipo de la localidad de Porto Novo de la isla de Santo Antão. Juega en el Campeonato regional de Santo Antão Sur.
Es el equipo de fútbol con más títulos de su liga regional, lo que le ha llevado a jugar varias veces el campeonato caboverdiano de fútbol, siendo su mejor resultado subcampeón del mismo.

## Historia

### Años 1990
En la recién creada liga de Santo Antão Sur, consigue dos de las tres ligas disputadas y un pleno en copas de Porto Novo.

### Años 2000
En la primera mitad de la década consigue dos títulos ligueros, viniendo posteriormente una larga época de sequía, logrando solo una copa de Porto Novo, dos Torneos de Apertura y una supercopa.

### Años 2010
Durante esta década el club está viviendo una época dorada donde ha conseguido siete campeonatos regionales consecutivos, tres copas de Porto Novo, cuatro supercopas de Porto Novo, dos torneos de Apertura, dos supercopas de Santo Antão. A nivel nacional ha jugado tres semifinales y dos finales, perdiendo una de ellas en los penalties.

## Estadio
El Académica do Porto Novo juega en el Estadio Municipal de Porto Novo, el cual comparte con el resto de equipos de la competición, ya que en él se juegan todos los partidos del campeonato regional de Santo Antão Sur. Tiene una capacidad para 2 500 espectadores.

## Palmarés
- Campeonato regional de Santo Antão Sur: 11

1997-98, 1999-00, 2002-03, 2004-05, 2010-11, 2011-12, 2012-13, 2013-14, 2014-15, 2015-16 y 2016-17
- Copa Porto Novo: 11

1997, 1998, 1999, 2006, 2013, 2014, 2015, 2017
- Supercopa de Santo Antão: 2

2015 y 2016
- Supercopa de Porto Novo: 5

2007, 2012, 2014, 2015 y 2016
- Torneo de Apertura: 5

2000, 2004, 2006, 2012, 2014, 2017
Nota: Falta por confirmar los años de algunos campeonatos

## Otras secciones y filiales
Dispone equipos en otras modalidades deportivas como voleibol.